# Thilo Bischoff
Thilo Bischoff (* 22. Juni 1974 in Essen) ist ein deutscher Koch.

## Werdegang
Thilo Bischoff wurde als Sohn von Margarete Bischoff, geborene Kendel, und des Arztes und späteren Kardiologen Karl-Otto Bischoff in Essen geboren. Nach der Ausbildung in Köln ging er 1996 zum Hotel Alpenhof nach Murnau. 1999 wechselte er als Souschef zum Grand Hotel Sonnenbichel nach Garmisch-Partenkirchen, 2000 zum Dom Hotel nach Köln und 2001 zum Restaurant Endtenfang in Celle. 2001 fing er im Hotel & Restaurant Leeberghof unter dem mit ihm nicht verwandten Markus Bischoff in Tegernsee an, mit dem er 2002 zu Bischoff am See am Tegernsee wechselte.
Nach dem Besuch der Meisterschule 2004 fing er 2005 als Küchenchef im Alpenhof in Murnau an; das Restaurant wurde 2005 mit einem Michelinstern ausgezeichnet.
Im März 2014 machte sich Bischoff in Murnau mit seinem Restaurant Ähndl selbständig. Im Mai 2017 eröffnete er zusätzlich das Haus am See in Seeshaupt, das er Ende 2020 wieder schloss.
Neben dem Restaurant Ähndl bietet er sein Genussstunden Catering an.

## Auszeichnungen
- 2004: Vize-German Master Bocuse d’Or, Bocuse d’Or Academy[2]
- 2005: Ein Michelinstern in Guide Michelin 2006[3][4]